# Soendastruikzanger
De soendastruikzanger (Horornis vulcanius synoniem:Cettia vulcania) is een vogelsoort uit de familie van de cettiidae. Het is een vogel van berggebieden op  in de Indische Archipel. Dit taxon, dus inclusief ondersoorten, staat op de IOC World Bird List als behorend tot het taxon Horornis flavolivaceus.
Dit zijn de ondersoorten van wat als de soort Horornis vulcanius wordt opgevat:
- H. f.. vulcanius: Java, Bali, Lombok en Soembawa.
- H. f. sepiarius: noordelijk Sumatra.
- H. f.. flaviventris: centraal en zuidelijk Sumatra.
- H. f. kolichisi: Alor.
- H. f. everetti: Timor.
- H. f.. banksi: noordwestelijk Borneo.
- H. f.. oreophilus: noordoostelijk Borneo.
- H. f. palawanus: Palawan.